# كاهل (العبر)

'

تعديل مصدري - تعديل

كاهل هي إحدى قرى عزلة العبر بمديرية العبر التابعة لمحافظة حضرموت، بلغ تعداد سكانها 33 نسمة حسب تعداد اليمن لعام 2004.